# Neanthes bioculata
Neanthes bioculata är en ringmaskart som först beskrevs av Hartmann-Schröder 1975.  Neanthes bioculata ingår i släktet Neanthes och familjen Nereididae. Inga underarter finns listade i Catalogue of Life.